# Maksimiljan Galler
‎Maksimiljan Galler, avstrijski jezuit, filozof in teolog, * 5. julij 1669, grad Lannachensis, † 28. september 1750, Linz.
Bil je rektor Jezuitskega kolegija v Leonbu (28. april 1709-15. junij 1712), v Ljubljani (15. november 1716 - 24. september 1719), v Passau (15. oktober 1719-22. november 1722), v Celovcu (22. oktober 1722-2. marec 1724), na Dunaju (24. april 1727-10. april 1731) in v Gradcu (15. april 1731-6. junij 1735). 